# 紀元前3年
紀元前3年（きげんぜん3ねん）。天文学的紀年法では、西暦 -2年（マイナス2年）。平年。
ユリウス暦制定（紀元前45年）直後の混乱により、紀元前6年から紀元7年まで13年間にわたって、3回分（紀元前5年、紀元前1年、紀元4年）の閏年を停止したため、紀元前3年は平年であったと推定されている（ユリウス暦#運用）。

## 他の紀年法
- 天文学的紀年法：-2年
- 干支 : 戊午
- 日本
  - 垂仁天皇27年
  - 皇紀658年
- 中国
  - 前漢 : 建平四年
- 朝鮮
  - 高句麗 : 瑠璃明王17年
  - 新羅 : 赫居世55年
  - 百済 : 温祚王16年
  - 檀紀2331年
- 仏滅紀元 : 541年
- ユダヤ暦 : 3758年 - 3759年

## できごと
- 前漢建平4年、正月、大規模な旱害。西王母騒動が起き、民衆は憑かれたように西王母を祀り踊り、その噂は人伝に各地に伝わり、秋になってようやく収束した。

## 誕生
- 12月24日 - セルヴィウス・セルピキウス・ガルバ、ローマ皇帝（+ 69年）

## 死去
- 傅昭儀、前漢の元帝の后妃、哀帝の祖母